# Andrejs Jurjāns
Andrejs Jurjāns (ur. 30 września 1856 w Ērgļi, zm. 28 września 1922 w Rydze) – łotewski kompozytor i badacz folkloru.

## Życiorys
Pochodził z rodziny chłopskiej. W latach 1875–1882 studiował w konserwatorium w Petersburgu u Louisa Homiliusa (organy), Friedricha Homiliusa (waltornia) i Nikołaja Rimskiego-Korsakowa (kompozycja). Od 1882 do 1916 roku był wykładowcą teorii muzyki w konserwatorium w Charkowie. Regularnie odwiedzał Łotwę, gdzie zbierał pieśni ludowe. Wspólnie ze swoimi braćmi założył kwartet waltorniowy. Występował jako organista i dyrygent m.in. podczas łotewskich świąt pieśni w 1888, 1895 i 1910 roku. W 1917 roku osiadł w Rydze.
Jego najważniejszym dziełem jest Latviešu tautas mūzikas materiāli (6 zeszytów, 1894–1926). Jako jeden z pierwszych łotewskich twórców pisał dzieła symfoniczne i kantaty. Skomponował m.in. Latvju vispārējo dziesmu svētku na orkiestrę (1888), poemat symfoniczny Latvju tautas brīvlaišana (1891), Latvju dejas (1894), Koncert elegijny na wiolonczelę i orkiestrę (1889), 5 kantat. W swoich utworach wykorzystywał fragmenty pieśni ludowych, opracowywał też ich aranżacje na chór lub głos z fortepianem.